# Хорватські імпровізовані бронемашини
Хорватська саморобна бронетехніка (хорв. hrvatska improvizirana oklopna vozila) — імпровізовані броньовані бойові та небойові машини, що вироблялися в Хорватії до та під час війни за незалежність.

## Історія виготовлення
На початку війни за незалежність Хорватії, названої в цій країні Вітчизняною, виникла потреба оснастити бронетехнікою підрозділи поліції та збройних сил. Броньовані машини слугували захистом бійцям під час транспортування, вивезення мирного населення з охоплених війною місцевостей, евакуації поранених і вбитих військовослужбовців, доставки продуктів і матеріально-технічних засобів на передній край, ведення бойових дій проти живої сили противника, бронетехніки, вантажівок та інших транспортних засобів або й військових літаків. З травня по грудень 1991 року в Хорватії було виготовлено понад 250 різних саморобних бронемашин. Роботи проводилися майже на всіх типах шасі, від бульдозерів, тракторів, вантажівок або автобусів до легковиків, різних причепів і навіть поїздів та маневрових локомотивів.

## Матеріали

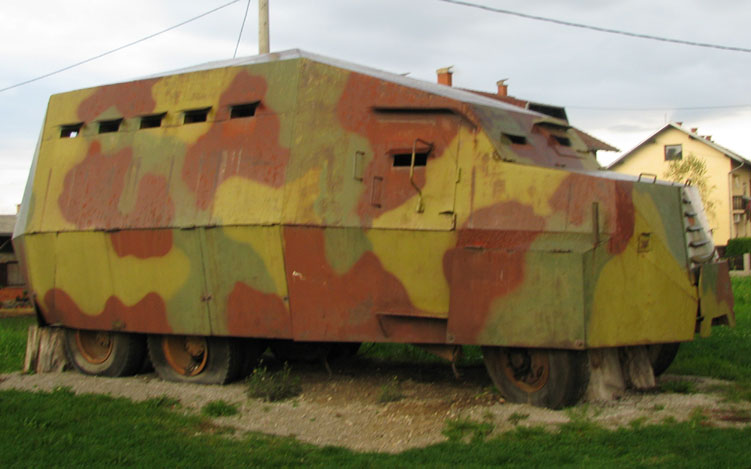
Броньована вантажівка «Татра» під назвою «Св. Юрій»

При будівництві використовували всі доступні матеріали. Найпоширенішим матеріалом, що застосовувався для створення бронетехніки, був сталевий, а також броньований листовий метал, різні сітки, кварцбетон, гума, скловолокно, дерево і навіть мішки з піском. Ці машини відрізнялися якістю складання і конструкцією: від склепаних грубо і нашвидкуруч до допрацьованих до заводської якості.

## Місця виробництва
Броньовики виготовлялися на таких виробничих підприємствах, як корабельні та різні заводи.
Міста й містечка, де вони були виготовлені: Корчула, Дугий Рат, Спліт, Трогір, Пунат, Пула, Рієка, Карловаць, Вараждин, Сисак, Кутина, Чазма, Крижевці, Б'єловар, Вировитиця, Кутєво, Пожега, Нашиці, Осієк і Вінковці.

## Найвідоміші броньовики

### TINiHOT
Честь побудувати першу імпровізовану броньовану машину дісталася заводу феросплавів «Далмація» з Дугого Рату. За ідеєю Івиці Павловича у співпраці з Владом Земуніком і з благословення тодішнього директора Неділька Шпіра Ерцега розпочалося фактичне будівництво транспортера. Всю роботу виконали робітники механічного цеху та інших підрозділів. Хоча вони й не мали досвіду виготовлення чогось подібного, вони за кілька місяців створили автомобіль. Броньовик залишив завод 11 липня 1991 року, ставши відомим у всьому світі та потрапивши на обкладинки світових військових журналів. Від Генерального штабу ЮНА з Белграда надійшли вимоги його знищити. Крім безперечно великої ролі в бойових діях 4-ї гвардійської бригади, бронеавтомобіль відіграв чималу роль у піднесенні морального духу захисників і всіх громадян Хорватії. Противникові дали зрозуміти, що Хорватія може виробляти такі машини. Цю першу зафіксовану бронемашину побудовано на базі важкої вантажівки-думпера з двигуном Famos F305A потужністю 305 к. с. Броня була типу «сендвіч» із зовнішнім листом завтовшки 12 мм, внутрішнім — 4 мм і зазором між цими двома листами 48 мм. Проміжок заповнювали кварцовим піском і вогнетривким бетоном. Перша хорватська імпровізована бронемашина дістала назву TIN за абревіатурою Tuđman I Narod (Туджман і народ). Автомобіль спочатку пофарбували в синій колір, а потім закамуфльовали. Його використовували на місцевості поза містом Задар. Він відрізнявся від багатьох попередніх і пізніших хорватських імпровізованих броньованих машин тим, що був повним бронетранспортером. В інших випадках «бронеавтомобіль» створювали з необхідності шляхом приварювання до корпусу листів і плит, а на ТІН виготовили повністю закритий броньований корпус, який захищав екіпаж не тільки від мін і ракет, але й від атак хімічною зброєю. 5 жовтня 1991 року під час запеклої атаки набагато краще озброєного ворога поблизу села Бришево TIN було знищено.
Окрім цього броньовика, у Довгому Раті було створено дві інші бронемашини HOT-011 і HOT-111. На відміну від TIN, ці два були оснащені обертовою баштою, озброєною кулеметом. Про їхню долю донині мало що відомо. Припускають, що один був потоплений десь у районі Карина, а другий після використання на південному фронті в районі Дубровника, опинився десь у Боснії і Герцеговині. 

### HT(Хорватський транспортер)
Невдовзі після виготовлення цих перших броньовиків корабельня Спліта та інші сплітські фірми почали масове виробництво нових, досконаліших бронемашин, випустивши загалом 14 бронеавтомобілів. Ці машини будували на шасі різних типів вантажівок, найчастіше на шасі вантажівки TAM-260 Т26 з двигуном потужністю 260 к. с. Із цих 14 броньовиків 13 було передано 4-й гвардійській бригаді та одну 114-й Сплітській бригаді СВХ. Використана в цій серії бронемашин броня виготовлялася зі сталевих пластин завтовшки 6 і 4 мм із зазором 36 мм між зовнішньою і внутрішньою пластинами. Проміжок заповнювали кварцовим піском і вогнетривким бетоном.
Доля всіх цих броньовиків, вироблених на сплітській «верфі», невідома. Достеменно відомо, що один потрапив у полон під час відходу оборонців із Врлики, кілька з них бачили в Боснії та Герцеговині, і лише один зберігся і нібито знаходиться в Загребі.

### «Майсан»

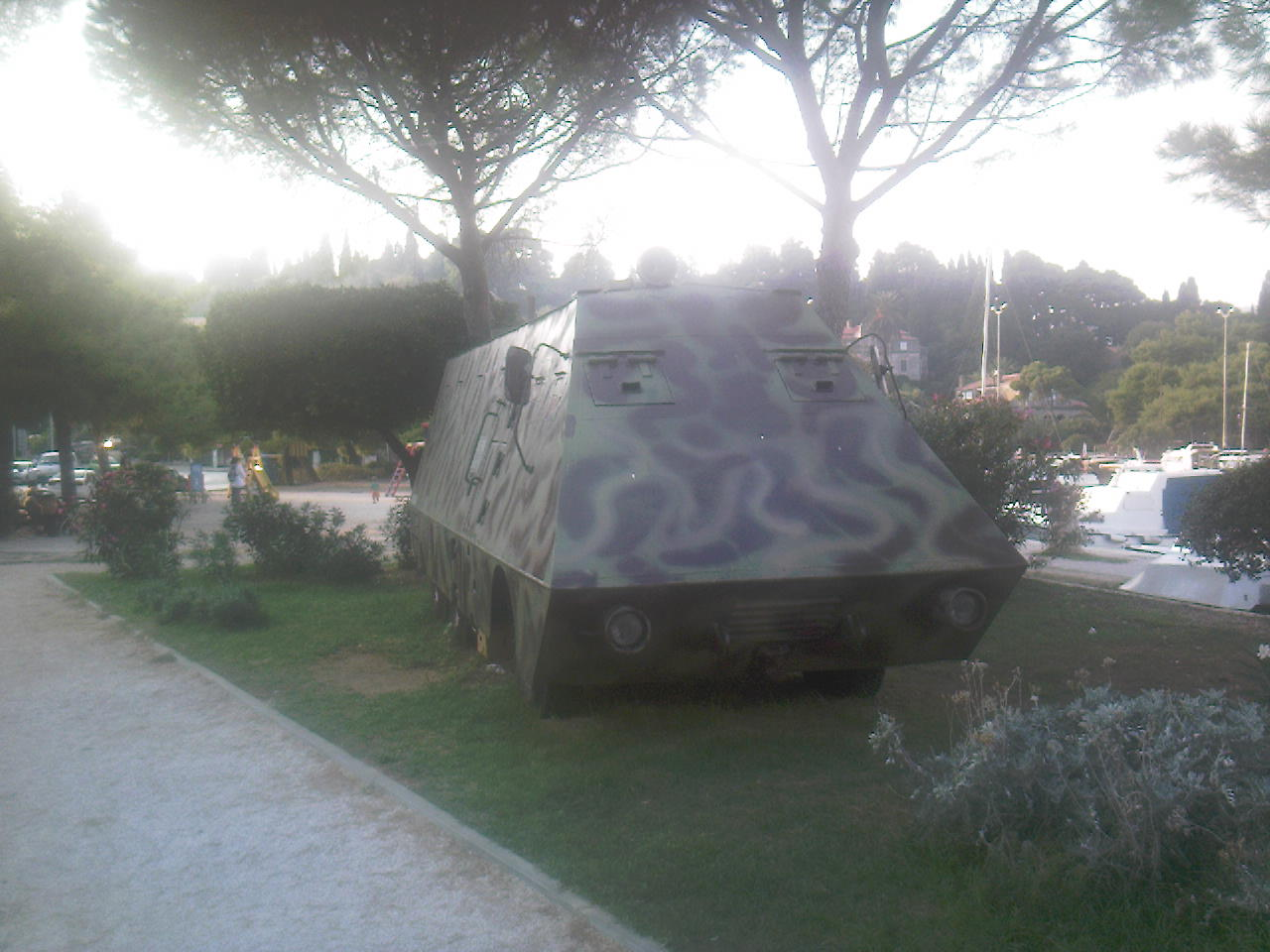
Один з імпровізованих хорватських броньовиків «Майсан»

Побудований на верфі «Інкоброд» у Корчулі на острові Корчула броньовик «Майсан» 27 серпня 1991 року передали в розпорядження дубровницької поліції. Його змайстрували на базі вантажівки TAM-260 Т26, використовуючи подібну броню типу «сендвіч», яку виробляли на сплітському кораблебудівному підприємстві. Його роль в обороні обложеного Дубровника була неоціненною. Він використовувався вночі, рідко вдень, служачи для транспортування та евакуації мирного населення, поранених і загиблих на шляху Мокошиця — Дубровник. Протягом дня «Майсан» доставляв їжу та спорядження захисникам у готель «Бельведер» — один із найважливіших опорних пунктів оборони Дубровника. Названий на честь однойменного острова Майсан біля Корчули. Цей улюблений у Дубровнику бронеавтомобіль ніколи не вибував із боротьби, а одного разу, виконавши завдання, повернувся в Дубровник на тільки двох цілих колесах і вісьмох дисках.
У завершальних операціях зі звільнення околиць Дубровника «Майсан» використовували для спостереження за державним кордоном Республіки Хорватія. Після війни його покинули руйнуватися на луках біля Груди в громаді Конавле, але в травні 2009 його відреставрували та виставили як музейний експонат у дубровницькому парку «Батала» в Гружі.

### BIB
Бронеавтомобілі BiB Mk-1 і BiB Mk-2 були виготовлені на фірмі Bimont у Рієці. Їх побудовано на базі вантажівки ТАМ-5000, а бронь змонтували поблизу в Кукулянові. За деякими джерелами, перший BiB під час війни був знищений, а другий використовувався в Ліці. Закінчення війни він зустрів у казармах Оточаця, звідки його вивезли в Загреб, відреставрували та виставили у військовому музеї.

### «Страшко» (HIAV)

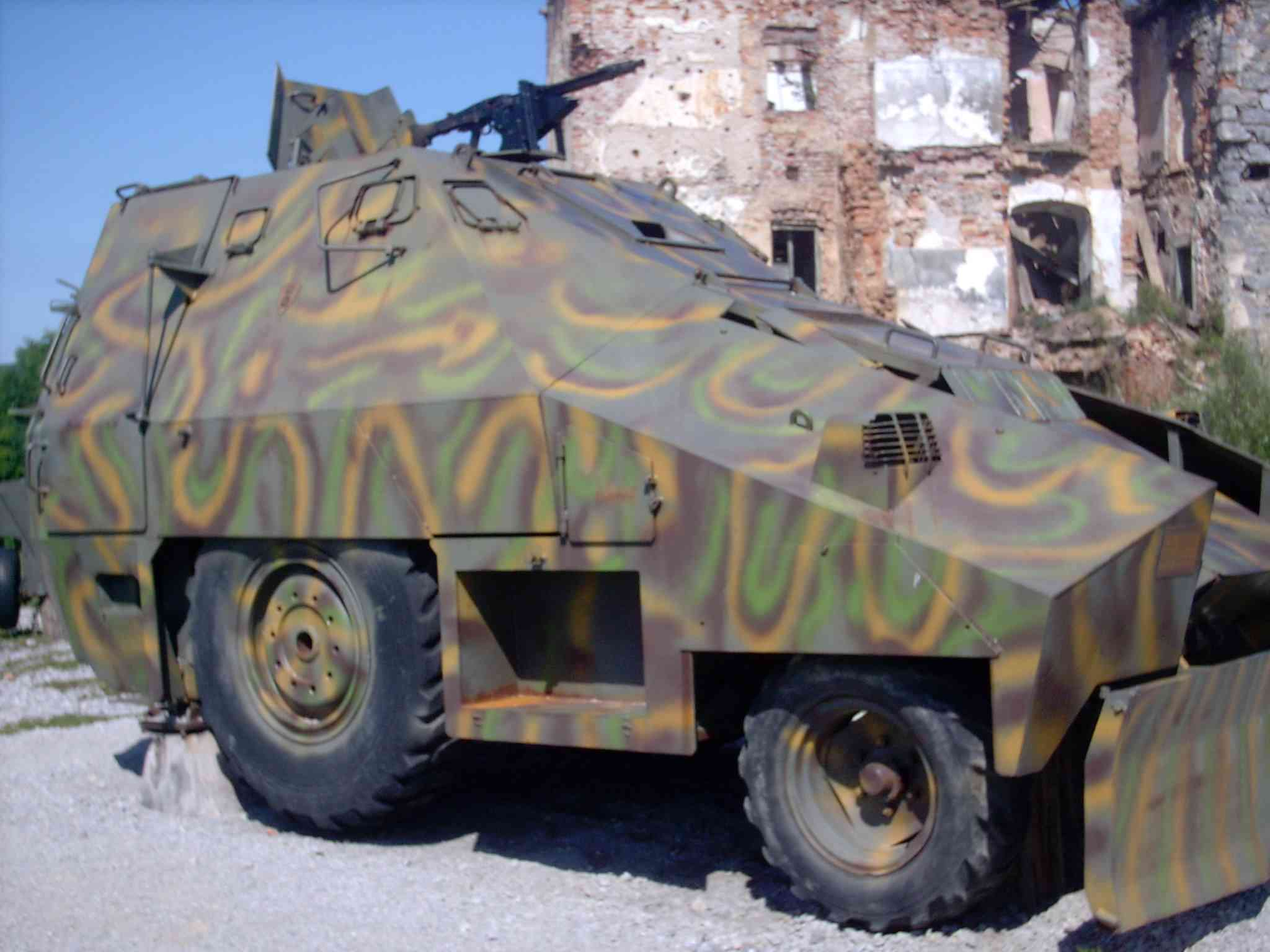
Броньований транспортер Straško M-91 фірми «Торпедо», виставлений серед колекції Музею озброєння Вітчизняної війни в Турані

Цю серію броньованих машин, яку в народі прозвали «Страшко» (хорв. Straško), побудували на замовлення Корпусу національної гвардії. Їх виготовляли на рієцькому підприємстві «Торпедо», а за основу слугувало шасі екскаватора GTR 75A з двигуном потужністю 70 к. с. Ця бронемашина задумувалася як транспортер, але також і бойова машина. Вона мала позначення HIAV, що було абревіатурою від «хорватська інженерна антитерористична машина» (хорв. Hrvatsko Inžinjerijsko Antiterorističko Vozilo). Обертова турель оснащувалася 20-мм зенітною гарматою, 12,7-мм великокаліберним кулеметом Браунінга або 82-мм безвідкатною гарматою. Крім бойових дій, броньовик призначався і для руйнування різних перешкод, враховуючи, що при побудові зберігали передній ківш. Окрім механіка-водія і навідника, цей бронеавтомобіль міг перевозити до 6 осіб. Доля більшості цих машин невідома.

### Самохідні міномети
Загребська фірма TAZ, яка раніше виготовила броньований автобус, почала виробництво самохідного броньованого 120-мм міномета. Основою для конструкції став тягач «Магірус», на якому монтувалися броня і озброєння. Броня являла собою популярний «сендвіч» із зовнішніми броньовими листами завтовшки 10 мм і внутрішніми 6 мм. Порожнечу заповнили бетоном із кварцовим піском. Перший такий автомобіль поставлено 29 жовтня 1991 року. Він дістав ласкаве прізвисько «Загі» — так називалася білочка-талісман Літньої Універсіади 1987, що проходила в Загребі.
Після «Загі» запустили виробництво досконалішої бронетехніки на базі вантажівки ТАМ 150 Т-11, на якій також встановлювали броню та 120-мм міномет. Окрім міномета, ця бронемашина також була оснащена зенітною гарматою або протиповітряними ракетами. Цю машину назвали «Кислий» і навесні 1992 року передали 108-й бригаді СВХ.
Після «Кислого» на цій самій основі було випущено ще дві подібні машини. У цих автомобілях були місця для 6 осіб мінометної обслуги, водія та командира. Їх виробництво було завершено 7 січня 1993, після чого їх призначили 4-й гвардійській бригаді. Під час війни ці машини виявилися нерозгаданою загадкою для ворога через свою рухливість. Їхньою перевагою була саме висока мобільність, а отже неспроможність противника виявити вогневу позицію, тому дієвість таких мобільних мінометів була величезною. Обидві машини збереглися та увійшли до експозиції Військового музею.

## Галерея

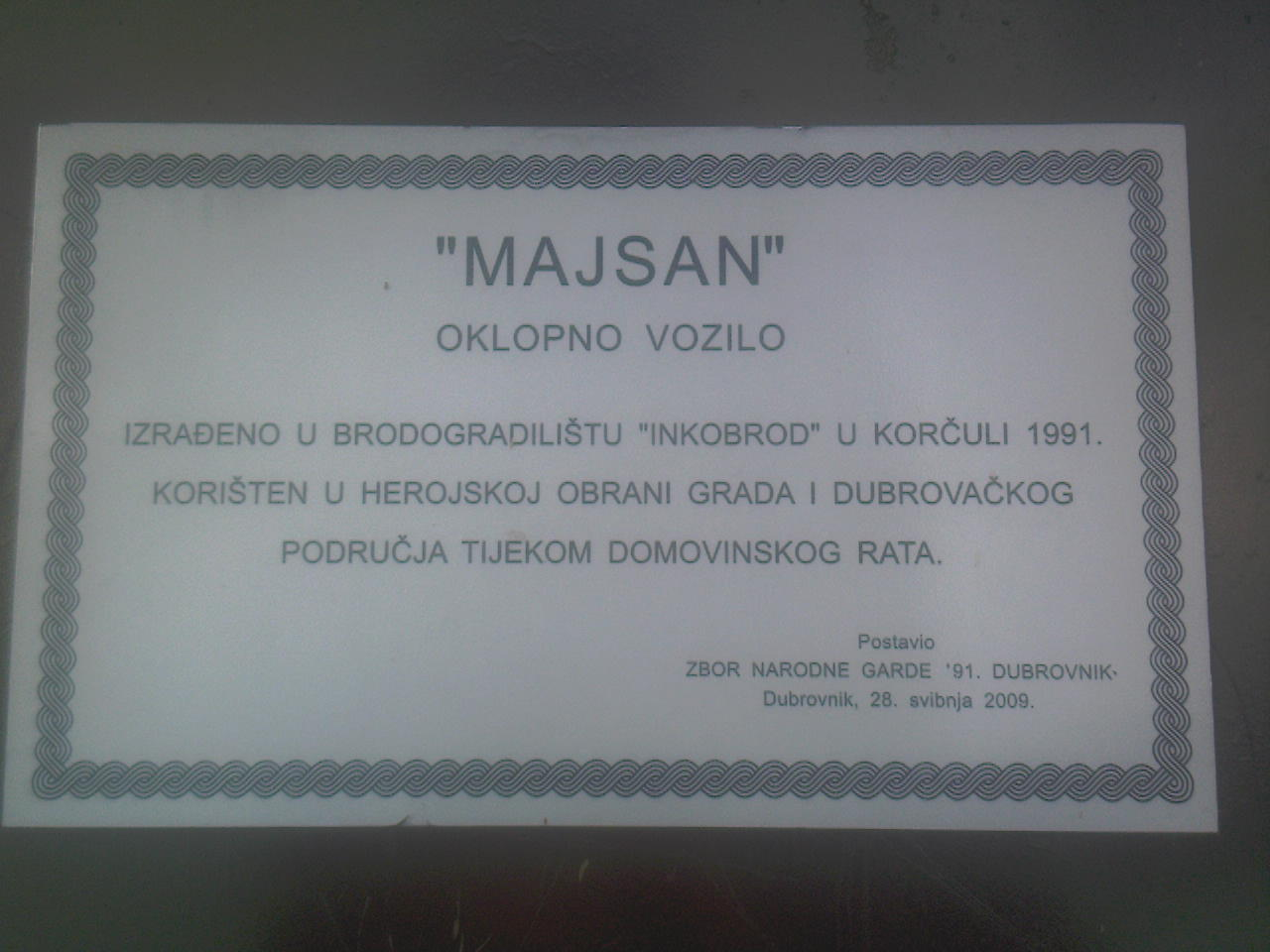
Меморіальна дошка броньовика «Майсан»
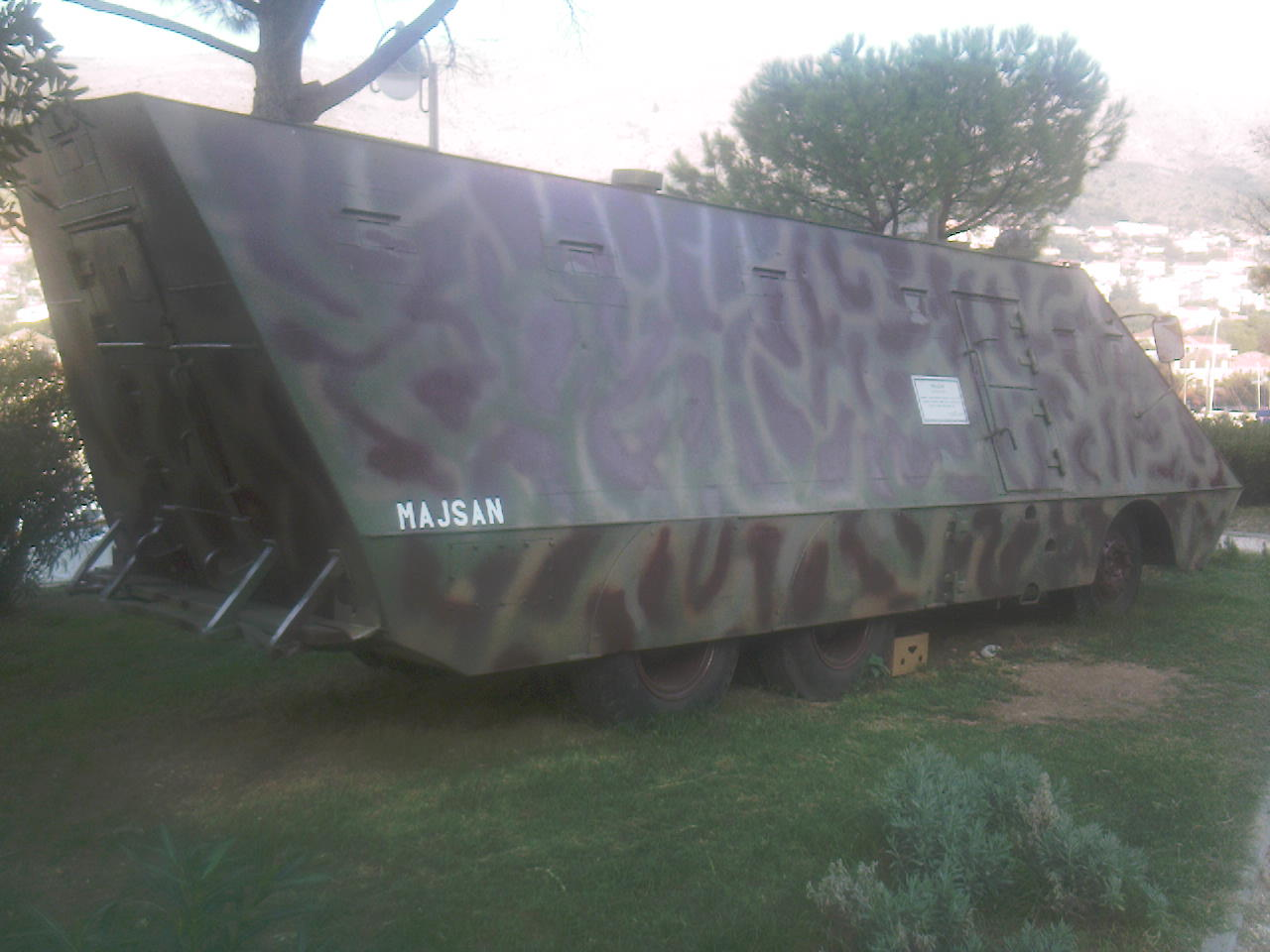
Відновлений «Майсан» на виставці в Дубровнику
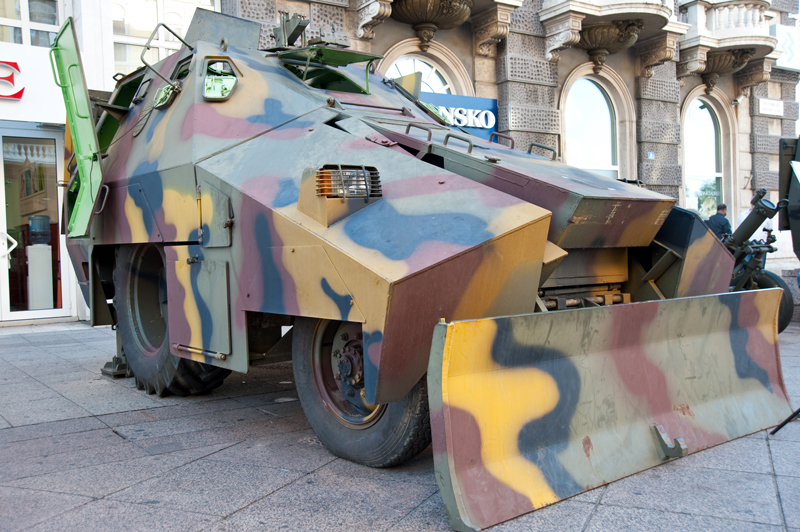
HIAV
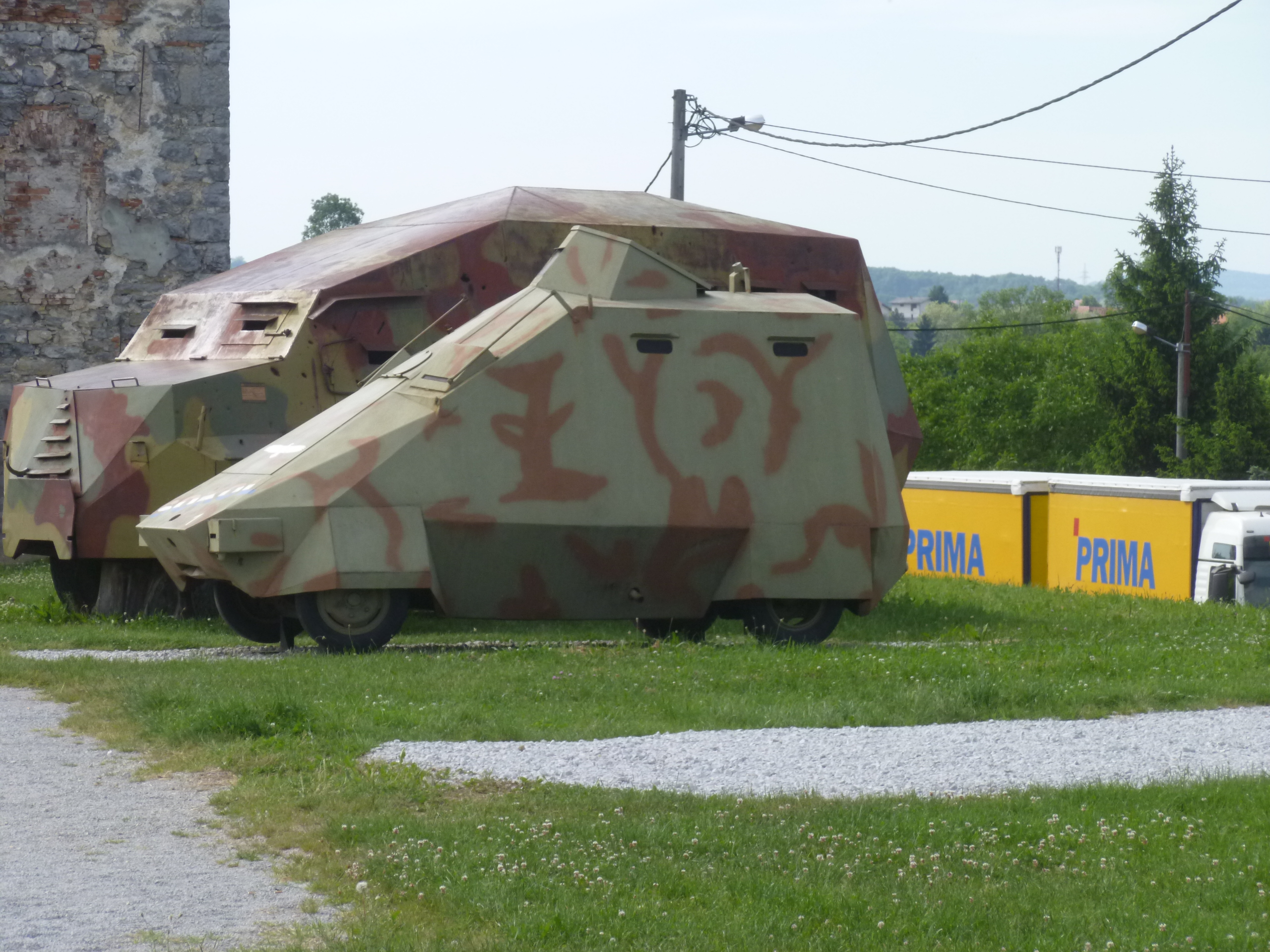
Броньовані автомобілі у музеї в Карловці
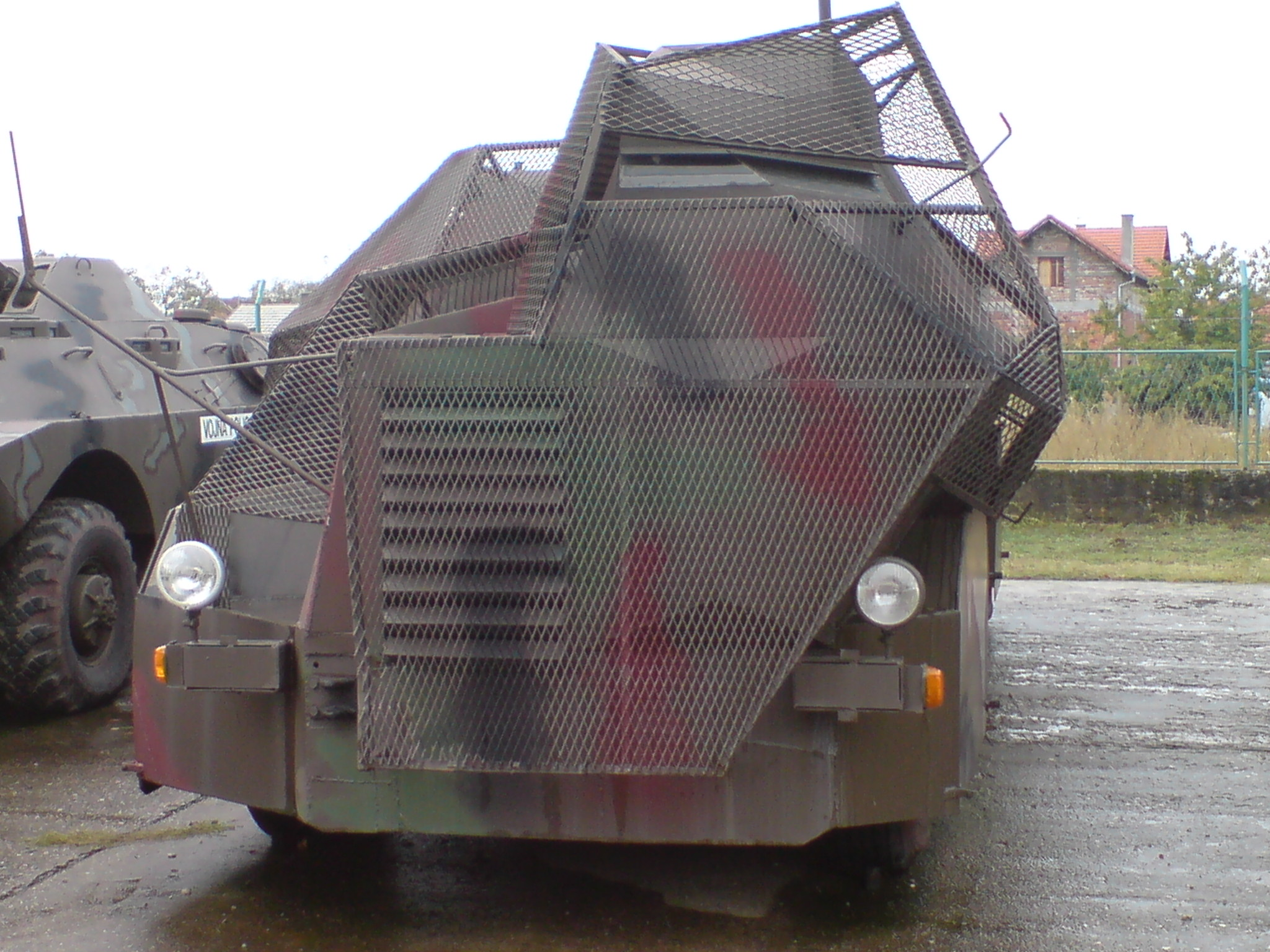
Броньовик у Вуковарі
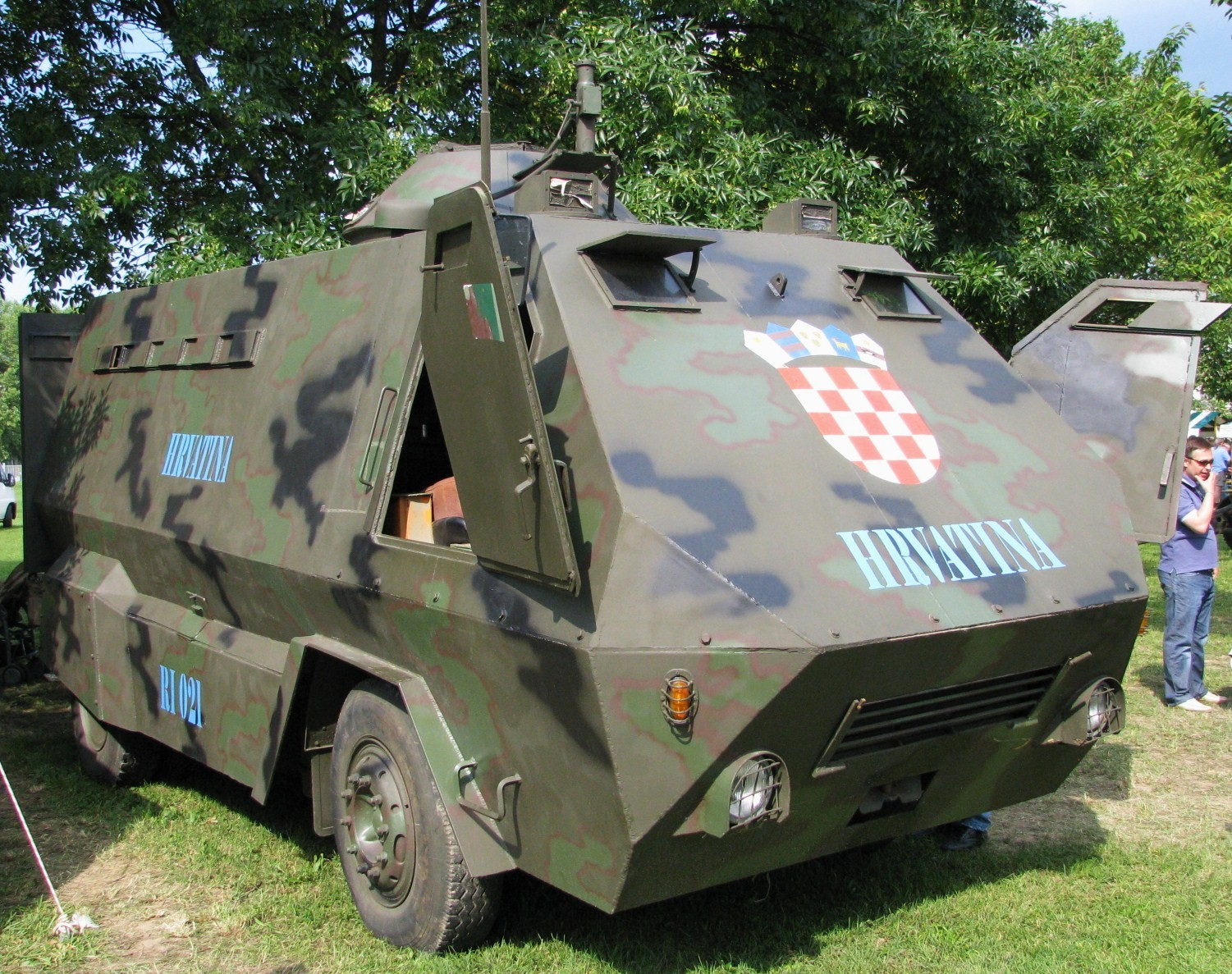
Бронеавтомобіль Хрватина
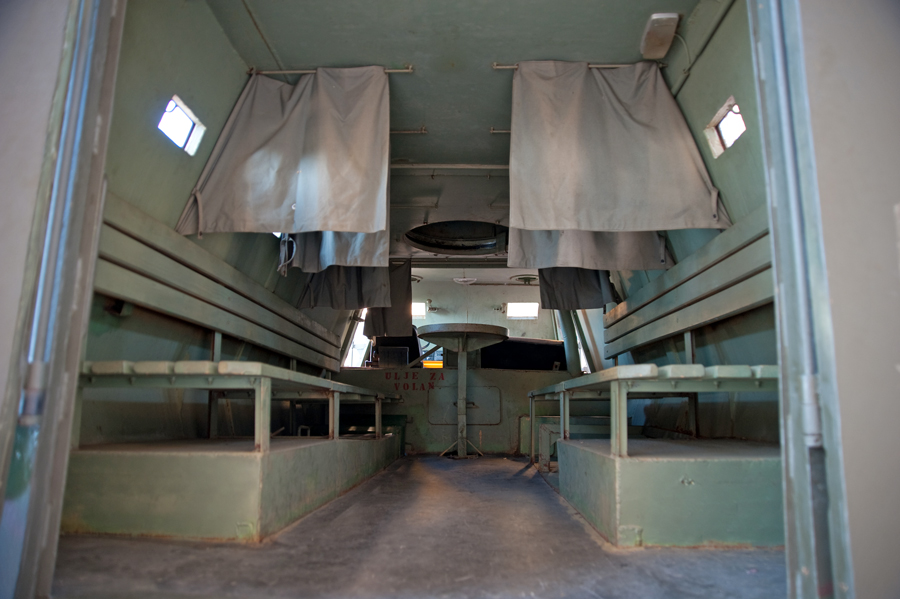
Інтер'єр броньовика Хрватина